# شامل كوربانوف
شامل كوربانوف هو لاعب كرة قدم روسي في مركز الدفاع، ولد في 10 أبريل 1993 في كوروفسكوي في روسيا. لعب مع بالتيكا كالينينغراد ونادي ساتورن رامنسكوي ونادي فولغا نيجني نوفغورود.

## وصلات خارجية
- شامل كوربانوف على موقع Soccerway.com (الإنجليزية)